# Panlogismo
El Panlogismo —del griego, πἀν (pan), "todo"; y λὁγος (lógos), "razón", "orden", "discurso"— es una doctrina filosófica que afirma que todo lo real puede ser reducido a elementos racionales. Las visiones filosóficas que el término "panlogismo" expresa tienen una larga historia, desde las doctrinas de Platón hasta el racionalismo del siglo XVII de Spinoza y Leibniz. Sin embargo, el término fue acuñado en el siglo XIX por J.E. Erdmann, filósofo de la derecha hegeliana, para referirse a la doctrina de Hegel basada en una frase que dice: "todo lo racional es real; todo lo real es racional". El pasaje está extraído del libro de Hegel Elementos de la Filosofía del Derecho (1821).

## Panlogismo en Hegel
En los Elementos de Filosofía del Derecho, Hegel afirma la doctrina según la cual todo lo que es real es absolutamente inteligible, que todo lo racional es real. El idealismo de Georg Wilhelm Friedrich Hegel sostiene que la estructura del ser y del absoluto es ella misma logiforme, una vez que la cosa en sí kantiana es suprimida por su carácter contradictorio. Todo es pensamiento y nada se aparta de él. Según Hegel, las cosas son lo que son pensadas y las formas subjetivas del conocimiento son también formas objetivas de la realidad. Por ello es que las leyes matemáticas de los fenómenos físicos son también leyes del pensamiento. Por lo tanto, no hay división entre el hecho y la idea ni entre la esencia y el fenómeno. Es por ello por lo que el pensamiento se eleva de lo abstracto a lo concreto, de forma que no se aleja de la realidad sino que se acerca más a ella.
Se subdivide en:
- Lógica
- Filosofía de la naturaleza
- Filosofía del espíritu